# Au royaume des lions d'argent
Pour plus de détails, voir Fiche technique et Distribution.
Au royaume des lions d'argent (Im Reiche des silbernen Löwen en allemand ou El ataque de los kurdos en espagnol) est un film germano-espagnol réalisé par Franz Josef Gottlieb, sorti en 1965, d'après l'œuvre de Karl May. Ce film est la suite de Mission dangereuse au Kurdistan.

## Synopsis
Le méchant Machredsch de Mossoul chute d'un rocher durant une bagarre avec Kara Ben Nemsi et est considéré comme mort. Mais il survit et prépare sa vengeance. Il veut s'emparer du trésor des Chaldéens que garde au fond d'une grotte la légendaire Marah Durimeh. Il s'associe avec le bandit Abu Seif. Ensemble, ils enlèvent la fille du chef des Chaldéens, Ingdscha, qui est aussi la petite-fille de Marah Durimeh.
Kara Ben Nemsi et ses amis veulent traverser le Grand Lac Salé, mais Machredsch lui tire dessus. Le chien de berger Dojan parvient à lui faire traverser le lac après une longue souffrance.
Devant le Sultan, Machredsch se présente comme quelqu'un de bien et calomnie Kara Ben Nemsi. Kara est capturé par les soldats et est soumis au « jugement de Dieu », il doit se battre dans un duel à mort. Après avoir gagné, il est rétabli par le sultan qui change d'opinion et condamne Machredsch.
Les bandits sont rentrés chez les Chaldéens. Ahmed El Corda, Hadschi Halef Omar et les soldats de la tribu des Haddedihn repoussent l'attaque. Abu Seif est tué en duel par Ahmed. Machredsch fait le siège sur la montagne et demande la reddition. Dans la nuit, il met le feu aux toits de la ville et lance une nouvelle attaque. Marah Durimeh est tuée, le sort des assiégés semble être scellé.
Mais Kara Ben Nemsi et Hadschi Halef Omar ramènent les Haddedihn et réussissent à chasser les bandits. Machredsch s'enfuit, Kara Ben Nemsi le poursuit. Dans une barque qui glisse le long du torrent, une bagarre s'engage. Machredsch chute et se noie, il est retrouvé mort. Les Chaldéens et leur trésor sont sauvés. Ahmed El Corda peut prendre Ingdscha, son amoureuse, dans ses bras.

## Fiche technique
- Titre : Im Reiche des silbernen Löwen (en allemand), El ataque de los kurdos (en espagnol), Dans le domaine du Lion d'argent (en français)
- Réalisation : Franz Josef Gottlieb, assisté de Thomas Grimm
- Scénario : Franz Josef Gottlieb et José Antonio de la Loma
- Musique : Raimund Rosenberger (de)
- Direction artistique : Hans-Jürgen Kiebach, Ernst Schomer
- Costumes : Irms Pauli
- Photographie : Robert Ziller, Francisco Marín (de)
- Son : Max Galinsky, Gerhard Müller
- Montage : Walter Wischniewsky
- Production : Artur Brauner
- Sociétés de production : CCC-Film, Balcázar Producciones Cinematográficas
- Société de distribution : Gloria
- Pays d'origine :  Allemagne de l'Ouest,  Espagne
- Langue : allemand
- Format : Couleurs - 2,35:1 - Mono - 35 mm
- Genre : Film d'aventure
- Durée : 95 minutes
- Dates de sortie :
  -  Allemagne de l'Ouest : 31 décembre 1965 : Première à Brême et 18 février 1966 : Sortie en salles
  -  Espagne : 11 mars 1968.

## Distribution
- Lex Barker : Kara Ben Nemsi
- Ralf Wolter : Hadschi Halef Omar
- Dieter Borsche : Sir David Lindsay
- Chris Howland : Archibald
- Marie Versini : Ingdscha
- Gustavo Rojo : Ahmed El Corda
- Sieghardt Rupp : Abu Seif
- Charles Fawcett : Cheikh Kadir Bei
- Fernando Sancho : Padischa
- Anne-Marie Blanc : Marah Durimeh
- Đorđe Nenadović : Machredsch de Mossoul